# Caroline Dolehide
Caroline Dolehide (Hinsdale, 5 september 1998) is een tennisspeelster uit de Verenigde Staten van Amerika. Zij begon op vijfjarige leeftijd met tennis. Haar favoriete ondergrond is hardcourt. Zij speelt rechtshandig en heeft een tweehandige backhand. Zij is de jongere zus van Courtney Dolehide, die ook professioneel tennis speelde. Caroline is actief in het internationale tennis sinds 2014.

## Loopbaan
Bij de junioren bereikte Dolehide tweemaal een grandslamfinale (in het meisjesdubbelspel) – op Roland Garros 2015 met Katerina Stewart, en op het US Open 2016 met Kayla Day. In 2017 kreeg zij samen met Kayla Day een wildcard voor het vrouwendubbelspeltoernooi van het US Open – zij bereikten er de tweede ronde.
In 2019 speelde Dolehide samen met landgenote Vania King op het  US Open – zij bereikten er de halve finale, die zij verloren van de latere winnaressen Elise Mertens en Aryna Sabalenka.
In 2020 nam zij voor het eerst deel aan het Australian Open, samen met landgenote Jennifer Brady – zij bereikten er meteen de kwartfinale, die zij verloren van het eerste reekshoofd, Hsieh Su-wei en Barbora Strýcová. Daarmee kwam zij binnen in de top 50 van het dubbelspel. Aansluitend won zij het $ 100k-ITF-toernooi van Midland (Michigan, VS), met Maria Sanchez aan haar zijde. Daardoor bereikte zij in februari 2020 de 30e plek op de wereldranglijst.
In 2021 won Dolehide haar eerste WTA-titel, op het WTA-toernooi van Monterrey, samen met landgenote Asia Muhammad.
In mei 2023 won Dolehide haar achtste ITF-enkelspeltitel in Naples (VS) – daarmee maakte zij haar entrée tot de mondiale top 100 in het enkelspel. Een maand later volgde haar tweede WTA-dubbelspeltitel op het toernooi van La Bisbal d'Empordà, samen met Diana Sjnajder. Zij stond in september voor het eerst in een WTA-enkelspelfinale, op het toernooi van Guadalajara – zij verloor van de Griekse Maria Sakkari. Door dit resultaat kwam zij binnen op de top 50 van de wereldranglijst.
Op Roland Garros 2024 bereikte zij, met landgenote Desirae Krawczyk aan haar zijde, de halve finale – daarmee trad zij toe tot de mondiale top 20 van het dubbelspel. In augustus won zij, samen met Krawczyk, het WTA 1000-toernooi van Toronto. Later die maand klom zij naar de top tien.

### Tennis in teamverband
In de periode 2021–2024 maakte Dolehide deel uit van het Amerikaanse Fed Cup-team – zij vergaarde daar een winst/verlies-balans van 1–2.

## Posities op deWTA-ranglijst
Positie per einde seizoen:
| jaar | rang enkelspel | rang dubbelspel |
| ---- | -------------- | --------------- |
| 2014 | 1078           | 1145            |
| 2015 | –              | 1282            |
| 2016 | 347            | 818             |
| 2017 | 148            | 99              |
| 2018 | 128            | 163             |
| 2019 | 154            | 62              |
| 2020 | 151            | 38              |
| 2021 | 195            | 27              |
| 2022 | 172            | 35              |
| 2023 | 42             | 40              |
| 2024 | 82             | 14              |

## Resultaten grandslamtoernooien
| Legenda | Legenda                          |
| ------- | -------------------------------- |
| g.t.    | geen toernooi gehouden           |
| l.c.    | lagere categorie                 |
| –       | niet deelgenomen                 |
| G       | uitgeschakeld in de groepsfase   |
| 1R      | uitgeschakeld in de eerste ronde |
| 2R      | uitgeschakeld in de tweede ronde |
| 3R      | uitgeschakeld in de derde ronde  |
| 4R      | uitgeschakeld in de vierde ronde |
| KF      | uitgeschakeld in de kwartfinale  |
| HF      | uitgeschakeld in de halve finale |
| F       | de finale verloren               |
| W       | het toernooi gewonnen            |
| w-v     | winst/verlies-balans             |

### Enkelspel
| toernooi        | 2018 | 2019 | 2020 |    | 2022 | 2023 | 2024 | 2025 |
| --------------- | ---- | ---- | ---- | -- | ---- | ---- | ---- | ---- |
| Australian Open | –    | –    | –    | 1R | –    | 2R   | 2R   |      |
| Roland Garros   | 2R   | –    | –    | –  | –    | 1R   | 2R   |      |
| Wimbledon       | 1R   | –    | g.t. | –  | 1R   | 1R   | 2R   |      |
| US Open         | 1R   | 1R   | 1R   | –  | 1R   | 2R   |      |      |

### Vrouwendubbelspel
| toernooi        | 2017 | 2018 | 2019 | 2020 | 2021 | 2022 | 2023 | 2024 | 2025 |
| --------------- | ---- | ---- | ---- | ---- | ---- | ---- | ---- | ---- | ---- |
| Australian Open | –    | –    | –    | KF   | 1R   | KF   | KF   | 2R   | 1R   |
| Roland Garros   | –    | –    | –    | 2R   | 2R   | 2R   | 1R   | HF   | 1R   |
| Wimbledon       | –    | –    | –    | g.t. | HF   | –    | HF   | HF   | KF   |
| US Open         | 2R   | 3R   | HF   | 1R   | KF   | HF   | 1R   | 2R   |      |

### Gemengd dubbelspel
| toernooi        | 2021 |
| --------------- | ---- |
| Australian Open | 1R   |
| Roland Garros   | –    |
| Wimbledon       | –    |
| US Open         | –    |

## Palmares
| Legenda                 |
| ----------------------- |
| Grandslamtoernooi       |
| Olympische Spelen       |
| Year-End Championships  |
| Premier Mandatory       |
| Premier Five / WTA 1000 |
| Premier / WTA 500       |
| International / WTA 250 |
| Challenger / WTA 125    |

### WTA-finaleplaatsen enkelspel
| nr.              | finale     | toernooi        | ondergrond | tegenstandster | score    |         |
| ---------------- | ---------- | --------------- | ---------- | -------------- | -------- | ------- |
| gewonnen finales |            |                 |            |                |          |         |
| geen             |            |                 |            |                |          |         |
| verloren finales |            |                 |            |                |          |         |
| 1.               | 2023-09-23 | WTA Guadalajara | hardcourt  | Maria Sakkari  | 5-7, 3-6 | details |
| 2.               | 2024-10-27 | WTA Guangzhou   | hardcourt  | Olga Danilović | 3-6, 1-6 | details |

### WTA-finaleplaatsen vrouwendubbelspel
| nr.              | finale     | toernooi                | ondergrond | partner          | tegenstandsters                     | score            |         |
| ---------------- | ---------- | ----------------------- | ---------- | ---------------- | ----------------------------------- | ---------------- | ------- |
| gewonnen finales |            |                         |            |                  |                                     |                  |         |
| 1.               | 2021-03-20 | WTA Monterrey           | hardcourt  | Asia Muhammad    | Heather Watson Zheng Saisai         | 6-2, 6-3         | details |
| 2.               | 2023-06-10 | WTA La Bisbal d'Empordà | gravel     | Diana Sjnajder   | Aliona Bolsova Rebeka Masarova      | 7-6, 6-3         | details |
| 3.               | 2024-08-12 | WTA Toronto             | hardcourt  | Desirae Krawczyk | Gabriela Dabrowski Erin Routliffe   | 7-6, 3-6, [10-7] | details |
| verloren finales |            |                         |            |                  |                                     |                  |         |
| 1.               | 2021-06-13 | WTA Nottingham          | gras       | Storm Sanders    | Ljoedmyla Kitsjenok Makoto Ninomiya | 4-6, 7-6, [8-10] | details |
| 2.               | 2021-10-03 | WTA Chicago             | hardcourt  | Coco Vandeweghe  | Květa Peschke Andrea Petković       | 3-6, 1-6         | details |
| 3.               | 2022-06-12 | WTA Nottingham          | gras       | Monica Niculescu | Beatriz Haddad Maia Zhang Shuai     | 6-7, 3-6         | details |
| 4.               | 2024-02-17 | WTA Doha                | hardcourt  | Desirae Krawczyk | Demi Schuurs Luisa Stefani          | 4-6, 2-6         | details |
| 5.               | 2025-04-06 | WTA Charleston          | gravel     | Desirae Krawczyk | Jeļena Ostapenko Erin Routliffe     | 4-6, 2-6         | details |
| 6.               | 2025-07-26 | WTA Washington          | hardcourt  | Sofia Kenin      | Taylor Townsend Zhang Shuai         | 1-6, 1-6         | details |